# 高平・ルート協定
高平・ルート協定（たかひら・ルートきょうてい、英語: Root-Takahira Agreement）は、アメリカ合衆国国務長官エリフ・ルートと、日本の高平小五郎駐米大使の間で交渉が行われ、1908年（明治41年）11月30日に調印された、大日本帝国とアメリカ合衆国との間の協定のこと。日露戦争後の太平洋方面における日米両国の現状維持、清国における商工業の機会均等などを定めた。
「太平洋方面に関する日米交換公文」（たいへいようほうめんにかんするにちべいこうかんこうぶん）とも呼ばれる。

## 概要
協定は、1908年（明治41年）11月時点における領土の現状を公式に認識し、清の独立及び領土保全、自由貿易及び商業上の機会均等（すなわちジョン・ヘイによって提案されたような「門戸開放政策」）、アメリカによるハワイ王国併合とフィリピンに対する管理権の承認、満洲における日本の地位の承認から成っている。また暗黙のうちに、アメリカは日本の韓国併合と満洲南部の支配を承認し、そして日本はカリフォルニアへの移民の制限を黙諾した。

## 背景
米西戦争によって、アメリカは東アジアにおける主要勢力となった。アメリカがハワイとフィリピンを得たことは、清国における積極的な経済政策と結び付いて、当時の日本政府にとって、ますます脅威として捉えられていた。他方でアメリカ政府は、日露戦争後の日本の近代的で強力な海軍を不安視していた。
協定はアメリカと日本の間における緊張の増大を避けるものとして評価された。しかしながら、1907年（明治40年）以降の日本のロシア帝国への再接近（日露協約）、および満洲への経済投資の増大によって、協定は中国での日本の覇権に対するアメリカの影響力の弱体化に帰着した。